# بلیکس
بلیکس (به اسپانیایی: Bliecos) یک دهستان در اسپانیا است که در سریا واقع شده‌است.

## خصوصیات
بلیکس ۱۶ کیلومترمربع مساحت و ۴۳ نفر جمعیت دارد.